# (137) Meliboea
(137) Meliboea ist ein Asteroid des äußeren Hauptgürtels, der am 21. April 1874 vom österreichischen Astronomen Johann Palisa an der Marine-Sternwarte Pola in Istrien entdeckt wurde.
Der Asteroid wurde benannt nach Meliboia, einer Tochter des Okeanos. Meliboia heiratete Pelasgos, dem sie Lykaon gebar. Die Benennung erfolgte durch Karl Ludwig von Littrow. Es gibt eigentlich zwei weitere Figuren in der griechischen Mythologie mit diesem Namen. Die oben gegebene Erklärung wurde jedoch durch von Littrow in einem Anhang zum Wiener „Kalender für alle Stände“ für 1876, S. 21, veröffentlicht.

## Wissenschaftliche Auswertung
Mit Daten radiometrischer Beobachtungen im Infraroten am Cerro Tololo Inter-American Observatory in Chile von 1974 wurden für (137) Meliboea erstmals Werte für den Durchmesser und die Albedo von 150 km und 0,03 bestimmt. Aus Ergebnissen der IRAS Minor Planet Survey (IMPS) wurden 1992 Angaben zu Durchmesser und Albedo für zahlreiche Asteroiden abgeleitet, darunter auch (137) Meliboea, für die damals Werte von 145,4 km bzw. 0,05 erhalten wurden. Radarastronomische Untersuchungen am Arecibo-Observatorium vom 25. September bis 1. Oktober 2002 bei 2,38 GHz ergaben einen effektiven Durchmesser von 144 ± 16 km. Eine Auswertung von Beobachtungen durch das Projekt NEOWISE im nahen Infrarot führte 2011 zu vorläufigen Werten für den Durchmesser und die Albedo im sichtbaren Bereich von 144,0 km bzw. 0,05. Ein Vergleich von Daten, die von 1978 bis 2011 an der Sternwarte Ondřejov in Tschechien und am Table Mountain Observatory in Kalifornien gesammelt wurden, mit den Daten von NEOWISE führte 2012 zu Werten für den Durchmesser und die Albedo von 143,8 km bzw. 0,05. Nachdem die Werte nach neuen Messungen mit NEOWISE 2012 auf 187,4 km bzw. 0,03 korrigiert worden waren, wurden sie 2014 auf 128,7 km bzw. 0,06 geändert. Nach der Reaktivierung von NEOWISE im Jahr 2013 und Registrierung neuer Daten wurden die Werte 2015 mit 126,1 km bzw. 0,04 angegeben, diese Angaben beinhalten aber hohe Unsicherheiten.
Photometrische Beobachtungen von (137) Meliboea erfolgten erstmals vom 26. bis 29. Mai 1979 am Table Mountain Observatory in Kalifornien. Die Messergebnisse konnten aber nicht weiter ausgewertet werden. Eine neue Messung vom 12. bis 14. Dezember 1980 am Osservatorio Astronomico di Torino in Italien ergab während drei Nächten jeweils nur kurze Abschnitte einer Lichtkurven-Periodizität, so dass daraus nur auf eine Rotationsperiode von >16 h geschlossen werden konnte. Aus photometrischen Beobachtungen vom 24. bis 28. Mai 1990 an der Außenstelle „Carlos U. Cesco“ des Felix-Aguilar-Observatoriums (OAFA) in Argentinien wurde eine als sicher angesehene Rotationsperiode von 15,13 h abgeleitet. Ebenso kam eine weitere Beobachtung vom 27. September bis 3. Oktober 1991 am Osservatorio Astrofisico di Catania in Italien zu einem ähnlichen Wert von 15,28 h.
Aus archivierten Lichtkurven wurde in einer Untersuchung von 2000 für (137) Meliboea eine Lösung für die Position der Rotationsachse und die Achsenverhältnisse eines dreiachsig-ellipsoidischen Gestaltmodells bestimmt. Vom 9. Oktober bis 12. Dezember 2008 wurden dann am Organ Mesa Observatory in New Mexico erneut ausführliche photometrische Beobachtungen durchgeführt. Aus der detaillierten Lichtkurve wurde eine Rotationsperiode von 25,676 h bestimmt. Eine Periode im Bereich von etwa 15 Stunden konnte dagegen ausgeschlossen werden.
Zwischen 2012 und 2018 wurden mit der All-Sky Automated Survey for Supernovae (ASAS-SN) auch photometrische Daten von 20.000 Asteroiden aufgezeichnet. Auf mehr als 5000 davon konnte erfolgreich die Methode der konvexen Inversion angewendet werden, darunter auch (137) Meliboea, für die in einer Untersuchung von 2021 erstmals ein dreidimensionales Gestaltmodell für zwei alternative Rotationsachsen nahe zur Ebene der Ekliptik gelegen und eine Periode von 25,673 h berechnet wurde. Aus archivierten Daten des Asteroid Terrestrial-impact Last Alert System (ATLAS) aus dem Zeitraum 2015 bis 2018 konnte in einer Untersuchung von 2022 mit der Methode der konvexen Inversion eine Rotationsperiode von 25,663 h berechnet werden.
Abschätzungen von Masse und Dichte für den Asteroiden (137) Meliboea aufgrund von gravitativen Beeinflussungen auf Testkörper hatten in einer Untersuchung von 2012 zu einer Masse von etwa 7,27·1018 kg geführt, was mit einem angenommenen Durchmesser von etwa 146 km zu einer Dichte von 4,46 g/cm³ führte bei keiner Porosität. Diese Werte besitzen allerdings eine hohe Unsicherheit im Bereich von ±42 %.

## Meliboea-Familie
(137) Meliboea ist namensgebendes Mitglied einer Asteroidenfamilie mit ähnlichen Bahneigenschaften, wie eine Große Halbachse von 3,07–3,21 AE, eine Exzentrizität von 0,17–0,20 und eine Bahnneigung von 13,9°–15,6°. Taxonomisch handelt es sich um Asteroiden der Spektralklasse C, die mittlere Albedo liegt bei 0,07. Der Meliboea-Familie wurden im Jahr 2019 knapp 250 Mitglieder zugerechnet.